# Ilha Baranof

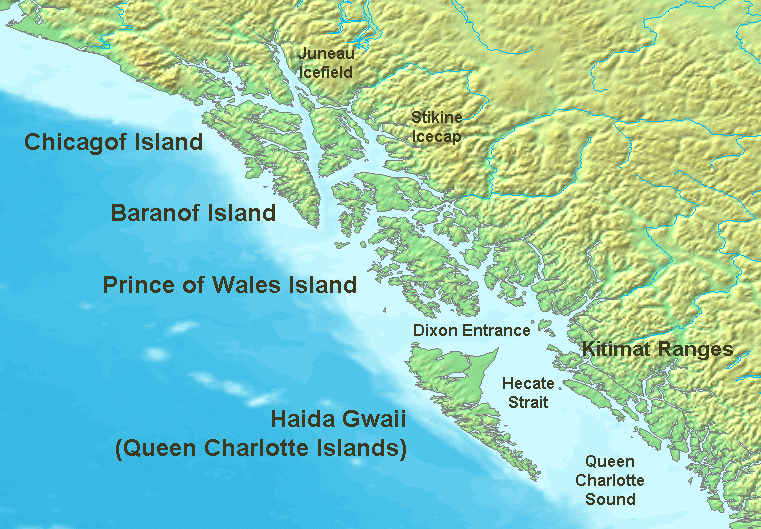
Ilhas e estreitos da costa do Pacífico Nordeste

Baranof é uma ilha do arquipélago Alexandre, no Alasca do Sul (Estados Unidos). A cidade mais importante é Sitka. Tem uma área de 4162 quilómetros quadrados. Sua população em 2000 era de 8532 habitantes. É uma das chamadas ilhas ABC
O primeiro acampamento europeu foi estabelecido nesta ilha em 1799 por Alexandre Baranov, governador da Companhia Russo-Americana, daí a origem do nome da ilha. A ilha de Baranof foi o centro da atividade russa na América do Norte entre 1804-1867. 